# Roger M. Buergel

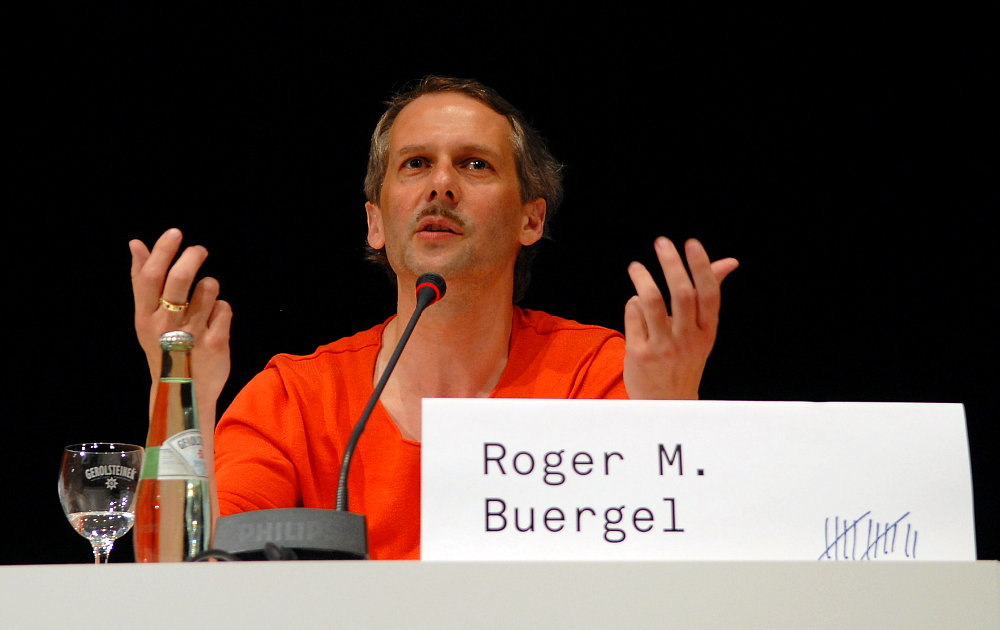
Roger M. Buergel (Juni 2007)

Roger Martin Buergel (* 26. September 1962 in Berlin) ist ein deutscher Ausstellungsmacher, Kritiker und Dozent. Von 2012 bis 2021 war er Direktor des Johann Jacobs Museums in Zürich. Buergel war künstlerischer Leiter der documenta 12 (2007), der Busan Biennale Garden of Learning (2012) sowie der Suzhou Biennale Suzhou Documents (2016).

## Leben
Roger M. Buergel wuchs in West-Berlin und Bremen auf. Ab 1983 besuchte er die Akademie der Bildenden Künste Wien und studierte beim Ausstellungsmacher Johannes Gachnang am Institut für Gegenwartskunst. Von 1985 bis 1987 arbeitete er als Privatsekretär des Wiener Aktionisten Hermann Nitsch und belegte an der Universität Wien Philosophie und Wirtschaftswissenschaften. Arbeits- und Forschungsaufenthalte führten ihn ab den 1990er Jahren nach London, Cambridge, Paris, Moskau, Barcelona, die USA und Osteuropa. Zu den wichtigsten Gesprächspartnern dieser Jahre zählen Kaja Silverman, Leo Bersani, Catherine David, Manuel J. Borja-Villel und Allan Sekula. Buergel gehörte 1995 zum Gründerkreis der Zeitschrift springerin – Hefte für Gegenwartskunst. Mit einer Ausstellung zur Frage der Historiografie in den Künsten (1997) begann eine langjährige Zusammenarbeit mit dem Kunstraum der Universität Lüneburg. Für seine kuratorische Arbeit wurde Buergel im Jahr 2002 als erstem Preisträger der Walter-Hopps-Award der Menil Collection (Houston) verliehen. 2003 wurde Buergel zum künstlerischen Leiter der documenta 12 gewählt. In den folgenden Jahren vertieften sich seine Arbeitsbeziehungen mit Künstlern und Kuratoren vom afrikanischen Kontinent, Brasilien, Indien, China, Südkorea und Japan, darunter Koyo Kouoh, Gavin Jantjes, Zhang Qing, Shinji Kohmoto, Amar Kanwar und Marta Kuzma. Von 2007 bis 2009 lehrte Buergel als Gastprofessor für Kunstgeschichte an der Kunstakademie Karlsruhe. Von 2012 bis 2021 leitete er das Johann Jacobs Museum in Zürich.

## Ausstellungen

### Ausstellungen vor 2007
Dinge, die wir nicht verstehen in der Generali Foundation Wien (2000) war die erste größere institutionelle Ausstellung, die Buergel zusammen mit Ruth Noack kuratierte. In Abgrenzung zu vornehmlich diskursiv geführten Debatten um das politische Potential von Kunst, widmete sich die Ausstellung dem Wechselverhältnis von Machtformen, Alltag und ästhetischer Differenz. Im gleichen Jahr realisierte Buergel die Ausstellung Gouvernementalität. Kunst in Auseinandersetzung mit der internationalen Hyperbourgeoisie und dem internationalen Kleinbürgertum in der Alten Kestnergesellschaft Hannover, 2000. Als kritischer Kommentar zum Österreich-Pavillon auf der EXPO2000 untersuchte die Ausstellung Formen der indirekten Regierung sowie die Ästhetik des politischen Protests.
Der Begriff der Gouvernementalität, geprägt vom späten Michel Foucault, inspirierte auch die internationale Ausstellungsreihe „Die Regierung“ (2003–2005), die Buergel mit verschiedenen Partnerinstitutionen realisierte (u. a. dem Kunstraum der Universität Lüneburg, dem MACBA Barcelona, MAC Miami, Secession Wien und dem Formerly known as Witte de With Rotterdam). Für die Vorbereitung der Ausstellung Com volem ser governats? (2004) mit dem MACBA Barcelona berief Buergel einen Beirat von Bürgern ein, um die Anbindung der Ausstellung an lokale politische und soziale Debatten zu gewährleisten. Diese Methode der lokalen Kollaboration sollte er bei all seinen Großausstellungen beibehalten. Bei den Ausstellungsstationen in Miami, Wien und Rotterdam fungierte Ruth Noack als Ko-Kuratorin.

### documenta 12
Buergel war künstlerischer Leiter der documenta 12 in Kassel, die er gemeinsam mit Ruth Noack kuratierte (2007). Buergels Konzept war von drei offen formulierten Leitmotiven getragen: Ist die Moderne unsere Antike?, Was ist das bloße Leben? und Was tun? Innerhalb eines von Georg Schöllhammer geleiteten Magazin-Netzwerks wurden diese Fragen an unterschiedlichen Orten auf der Welt aufgegriffen, diskutiert, bearbeitet und in Form von Themenheften publiziert.
Ein weiteres Konzept der documenta 12 war die von Buergel entwickelte kuratorische Methode der „Migration der Form“: Anstatt die künstlerischen Arbeiten als in sich geschlossene Entitäten aufzufassen, ging es darum, formale und inhaltliche Korrespondenzen zwischen Werken aus unterschiedlichen Epochen und geopolitischen Zusammenhängen auszuloten. Schwerpunkte lagen dabei auf nicht-westlicher und feministischer Kunst, doch auch die etablierten Trennungen von Kunst und Nicht-Kunst (z. B. Kunsthandwerk, Mode oder Kochen) wurden unterlaufen.
Buergel und Noack präsentierten Künstler und Objekte, von denen viele bis dahin im Westen unbekannt waren (u. a. Ai Weiwei, Charlotte Posenenske, Alina Szapocznikow und Nasreen Mohamedi), legten einen Schwerpunkt auf die Kunst der 1960er und 1970er Jahre und gaben Hinweise auf die historischen Referenzen von nicht-westlichen Künstlerinnen und Künstlern.
Buergel und Noack setzten weniger auf bekannte oder marktgängige Namen, sondern auf eine polemische Korrektur des Kanons – ein Auswahlkonzept, das etliche Kritik auf sich zog und von Rezensenten mit Kommentaren wie „Resterampe der Kunstgeschichte“ belegt wurde. Neu war zudem das Prinzip, dass viele Künstler mit mehreren Arbeiten an unterschiedlichen Ausstellungsorten präsent waren.
Die Gestaltung der Ausstellungsräume zeichnete sich durch eine ungewöhnliche Farbigkeit und Materialität aus: war es üblich, zeitgenössische Kunst in neutral ausgeleuchteten „White Cubes“ zu zeigen, akzentuierte Buergel das Raumbild durch Rosa-, Grün- und Blautöne für die Wände, setzte auratische Spotbeleuchtungen ein oder schuf mittels Vorhängen eine Schummeratmosphäre. Diese Form der Raumgestaltung, die den Ausstellungsbesuch selbst zur ästhetischen Erfahrung machte, wurde von der Kritik – ähnlich wie die Migration der Form – als kuratorischer Übergriff ausgelegt. Im Nachgang wurde Buergels Ausstellungsgestaltung jedoch neu bewertet und als frühes Beispiel einer „immersiven“ kuratorischen Praxis diskutiert, die den Körper und die affektiv-sinnliche Wahrnehmung der Betrachter aktiv einbezieht.
Eine weitere Neuerung der documenta 12 war die Einbeziehung eines lokalen Beirats unter der Leitung von Ayse Gülec, der den transkulturellen Charakter der Stadt Kassel herausarbeitete und für die Künstler erschloss, sowie die Initiierung eines umfangreichen kollaborativen Vermittlungskonzepts, in dem beispielsweise Schüler die Besucher führten. Der Ansatz der documenta 12 stärkte das Feld der Kunstvermittlung, insofern die Vermittler nicht länger die offizielle kuratorische Lesart dem Publikum vermittelten, sondern angehalten wurden, ihre eigenen, durchaus auch kritischen Deutungen zu geben.
Buergels Sprache wurde von verschiedenen Rezensenten als vage kritisiert, etwa von Christian Demand in der Frankfurter Allgemeinen Sonntagszeitung. Die Literaturzeitschrift Exot veröffentlichte auf ihrer Website eine sogenannte „Buergelmaschine“. Sie generierte zu einem beliebigen Künstlernamen und Bildtitel eine Bildbeschreibung, die Buergels Jargon parodieren sollte.

### Ausstellungen seit 2007
Auf Einladung des Museum DKM in Duisburg kuratierte Buergel 2010 eine Retrospektive von Ai Weiwei. Gegen den grassierenden Hype um den Künstler versuchte „Barely Something“ die feineren Stränge von Ais künstlerischem Denken herauszuarbeiten, insbesondere das Wechselspiel von chinesischen und modernistischen Formen. 2012 wurde Buergel künstlerischer Leiter der 8. Busan Biennale 2012, die er unter dem Titel „Garden of Learning“ als Experiment mit der koreanischen Öffentlichkeit entwarf. In Form eines „Learning Council“ wurden rund 80 Bürger und Schüler in den stark improvisierten Prozess der Ausstellungsgestaltung einbezogen.
2016 kuratierte Buergel mit Zhang Qing die erste Suzhou Biennale. Unter dem Titel „Suzhou Documents. Histories of a Global Hub“ erstreckte sich die Ausstellung über verschiedene historische Stätten und Gärten der einstigen Ming-Metropole und untersuchte das schwierige Verhältnis des zeitgenössischen China zu seiner feudalen Antike.
Von 2015 bis 2018 arbeitete Buergel erstmals mit der enzyklopädischen Sammlung eines bedeutenden Kunstgewerbemuseums, dem Hamburger Museum für Kunst und Gewerbe. Daraus ging Mobile Welten hervor, eine Ausstellung, die er zusammen mit der Kultursoziologin Sophia Prinz konzipierte und realisierte und deren Ziel darin lag, das traditionelle museologische Narrativ zu ersetzen. Dazu wurden Abteilungen, die im Geist des 19. Jahrhunderts auf kulturellen Identitäten beruhen („China“, „Islam“, „Moderne“) aufgesprengt, so dass sich die Objekte gemäß ihrer vielschichtigen Herkünfte im Sinne einer „Poetik der Relation“ (Glissant) neu gruppierten. Auch für Mobile Welten waren Kollaborationen entscheidend: sowohl mit den Kuratoren des Museums, aber auch mit Experten des postmigrantischen Alltags (Aktivisten, Schüler usw.). Während die Süddeutsche Zeitung Buergel als „Schamanen des Nichtwissens“ und seine Methode der Entkontextualisierung angriff, wählte die New York Times „Mobile Welten“ zu den „global highlights“ in 2018.

### Johann Jacobs Museum
Von 2012 bis 2021 war Buergel Direktor des Johann Jacobs Museum in Zürich, dem er auf Einladung der Jacobs-Familie eine thematische Neuausrichtung gab, die verbunden war mit einer Neugestaltung der Museumsräumlichkeiten durch das Basler Architektenbüro Miller & Maranta. Im kleinen Format, aber stets in Kollaboration mit zeitgenössischen Künstlern (zumeist vom afrikanischen Kontinent, aus Südamerika und Nordostasien), arbeitet Buergel hier an Methodenfragen des Ausstellens in globalen Zusammenhängen. Die Ausstellungen setzen an bei den Handelswegen von Produkten wie Kaffee, Kakao, Erdöl, Opium, Kautschuk, Zucker und Seide, um die sozialen, ökonomischen und ästhetischen Verflechtungen der (post-)kolonialen Welt offenzulegen. Bisherige Schwerpunkte waren das kuratorische Werk der italienisch-brasilianische Architektin und Designerin Lina Bo Bardi im Nordosten Brasiliens der 1950er Jahre, das „Haitian Footage“ der Avantgarde-Filmemacherin, Tänzerin und Anthropologin Maya Deren, die Omoshirogara-Kimonos, die seit dem späten 19. Jahrhundert das japanische Ringen mit der Modernisierung dokumentieren und eine Archäologie der Weltausstellungen des 19. Jahrhunderts.

## Lehre
Neben seiner kuratorischen Tätigkeit nahm Buergel seit 2000 regelmäßig Lehraufträge wahr: als Dozent im Rahmen der Ausstellungsreihe „Die Regierung“ an der Universität Lüneburg (2002-2005), als Gastprofessor für Kunstgeschichte an der Kunstakademie Karlsruhe (2007-2009), als Gastprofessor für Kunstgeschichte an der Universität Zürich (2016) und seit 2019 als Professor an der European Graduate School für Philosophie, Kunst und Kritisches Denken. Daneben hat er zahlreiche internationale Seminare und Workshops für Künstler und Studenten geleitet.

## Publikationen
Buergel gab zusammen mit Vera Kockot die Anthologie Abstrakter Expressionismus. Malerei zwischen Erhabenheit und Vulgarität (1999, Verlag der Kunst) heraus, der zwei Ausstellungen und eine längere Recherche mit Michael Leja am Massachusetts Institute of Technology (MIT) vorausgegangen waren. 1999 erschien seine Monografie über Peter Friedl (1999, Verlag der Kunst). Anlässlich der documenta 12 erschien 2007 ein begleitender Ausstellungskatalog sowie ein „Bilderbuch“. Neben zahlreichen Ausstellungskatalogen und Essays zu Künstlerinnen und Künstlern wie Lina Bo Bardi, Dierk Schmidt oder Alejandra Riera, die in verschiedenen Magazinen und Anthologien erschienen, widmete Buergel anlässlich der Ausstellung Barely Something (2010) im Duisburger Museum DKM Ai Weiwei einen längeren monografischen Text im gleichnamigen Ausstellungskatalog. Über die Geschichte und Neuausrichtung des von ihm geleiteten Johann Jacobs Museum gab Buergel 2015 den Band „Das Jacobs Haus“ heraus. Für 2021 ist die Monographie „Migration der Form. Ein Museum und seine Methode“ geplant (zusammen mit Sophia Prinz), in der die Theorie, Methoden und Erfahrungen des Museums vorgestellt werden.